# Giacomo Vianello
Giacomo Vianello (Treporti, 4 giugno 1947 – Treporti, 13 gennaio 2022) è stato un calciatore italiano, di ruolo difensore.
È morto il 13 gennaio 2022 a 74 anni a seguito di una grave malattia.

## Caratteristiche tecniche
Stopper, adattabile al ruolo di terzino, dotato di notevole elevazione e non comuni doti atletiche. Rimarchevole la sua rimessa laterale, di gittata paragonabile a quella di un calcio d’angolo.

## Carriera

Vianello alla Ternana nel 1968-1969

Inizia la carriera calcistica nelle giovanili del San Donà, con cui esordisce in Serie D nel 1963-1964. Nel 1965 è ceduto alla Fermana, dove disputa due campionati.
Tra il 1967 e il 1969 milita nella Ternana, con cui conquista una promozione in Serie B. L'anno successivo si trasferisce al Napoli, con cui gioca tre stagioni, esordendo in Serie A il 5 ottobre 1969, in occasione di Torino-Napoli 0-2 (reti di Canzi al 34’ e di Juliano al 45’).
Nell’estate 1972 passa all'Atalanta nell’ambito del trasferimento di Giovanni Vavassori ai partenopei. Con i nerazzurri disputa un campionato di Serie A e uno di Serie B. Nel primo, insieme al suo compagno di reparto Pianta, è lo sfortunato protagonista dell’autogoal che condanna gli orobici alla retrocessione, nella partita dell’ultima giornata, persa in casa 1-0 con il L.R. Vicenza.
Nel triennio1974/77 veste la maglia del Palermo in Serie B, per poi disputare il torneo 1977-1978 con il Livorno, in Serie C.
Durante la pausa invernale della stagione 1978-1979 viene messo sotto contratto dal Como, militante in Serie C1. Con i lariani, che vincono il proprio girone, conquistando la promozione in Serie B, scende in campo soltanto nell'ultima partita, a Trento, sostituendo all'85' Ennio Fiaschi.
In carriera ha totalizzato complessivamente 48 presenze e una rete in Serie A (in occasione del pareggio interno dell'Atalanta con la Fiorentina del 7 gennaio 1973) e 130 presenze e una rete in Serie B.

## Palmarès

### Club

#### Competizioni nazionali
- Campionato italiano Serie C: 2

Ternana: 1967-1968
Como: 1978-1979